# Trịnh Đình Dũng
Trịnh Đình Dũng (sinh ngày 25 tháng 8 năm 1956) là một chính trị gia người Việt Nam. Ông nguyên là Ủy viên Ban Chấp hành Trung ương Đảng khóa X, XI, XII, Phó Thủ tướng Chính phủ Việt Nam (2016–2021). Ông cũng từng là Bộ trưởng Bộ Xây dựng (2011–2016), Bí thư Tỉnh ủy Vĩnh Phúc (2004–2010).

## Xuất thân
Ông sinh ngày 25 tháng 8 năm 1956, người làng Yên Nhân, xã Tiền Phong, huyện Yên Lãng, tỉnh Vĩnh Phúc, nay thuộc huyện Mê Linh, Hà Nội. 

## Giáo dục
- Từ năm 1970 đến 1973, học sinh Trường Phổ thông cấp 3 Thạnh Phú, huyện Mê Linh (nay là Trường Trung học Phổ thông Yên Lãng, Mê Linh).
- Từ năm 1973 đến 1978, Sinh viên Trường Đại học Xây dựng[4].

## Sự nghiệp
- Tháng 12 năm 1978 – tháng 10 năm 1980: Tổ trưởng bộ môn tại Xí nghiệp Khảo sát Thiết kế xây dựng tỉnh Vĩnh Phú.
- Tháng 11 năm 1980 – tháng 4 năm 1988: Xưởng trưởng thiết kế công trình, Xí nghiệp Khảo sát thiết kế xây dựng Vĩnh Phú.
- Tháng 4 năm 1988 – tháng 10 năm 1992: Phó phòng rồi Trưởng phòng Tổ chức Lao động, Sở Xây dựng tỉnh Vĩnh Phú; học tiếng Nga tại trường Đại học Ngoại ngữ Hà Nội và học lớp quản lý kinh tế Bộ Xây dựng.
- Tháng 10 năm 1992 – tháng 12 năm 1996: Phó Giám đốc Sở Xây dựng tỉnh Vĩnh Phú.
- Tháng 1 năm 1997 – tháng 11 năm 1999: Tỉnh ủy viên, Giám đốc Sở Xây dựng tỉnh kiêm Chủ tịch Hội Kiến trúc sư tỉnh Vĩnh Phúc
- Tháng 12 năm 1999 – tháng 9 năm 2001: Tỉnh ủy viên rồi Ủy viên Ban thường vụ Tỉnh ủy, Phó Chủ tịch ủy ban nhân dân tỉnh Vĩnh Phúc.
- Tháng 10 năm 2001 – 6 năm 2004: Phó Bí thư Tỉnh ủy, Chủ tịch ủy ban nhân dân tỉnh Vĩnh Phúc. Đại biểu Quốc hội Khoá XI.[5]
- Tháng 7 năm 2004 – tháng 5 năm 2010: Bí thư Tỉnh uỷ, Chủ tịch HĐND tỉnh Vĩnh Phúc.

Ngày 25 tháng 4 năm 2006, Tại Đại hội đại biểu toàn quốc lần thứ X của Đảng được bầu vào Ban Chấp hành Trung ương Đảng Cộng sản Việt Nam; đại biểu Quốc hội Khoá XII, Trưởng đoàn đại biểu Quốc hội tỉnh Vĩnh Phúc.
- Với quan điểm phát triển công nghiệp nhưng không làm bần cùng hoá nông dân, Vĩnh Phúc là tỉnh đầu tiên thực hiện chính sách cấp đất dịch vụ khi thu hồi đất để thực hiện dự án. Năm 2005, khi khảo sát việc thực hiện chính sách pháp luật về đất đai ở Vĩnh Phúc, Bộ trưởng Bộ Tài nguyên và Môi trường Mai Ái Trực đã khẳng định:" Áp dụng chính sách cấp đất cho dân làm dịch vụ khi thu hồi đất để phục vụ phát triển công nghiệp, tỉnh Vĩnh Phúc đã giúp cho Trung ương bài học giải phóng mặt bằng".
- Hơn 13 năm giữ cương vị chủ chốt của tỉnh Vĩnh Phúc, ông Trịnh Đình Dũng đã đưa ra nhiều chính sách, quan điểm mới góp phần đưa Vĩnh Phúc từ một tỉnh nghèo trở thành một trong những tỉnh có tốc độ phát triển hàng đầu cả nước, đơn cử như:

– Giải quyết được các mối quan hệ giữa phát triển kinh tế thị trường và công bằng xã hội; Giữa phát triển nông nghiệp, nông thôn, nông dân và phát triển công nghiệp, đô thị.
– Với quan điểm phải lấy công nghiệp làm nền tảng để thúc đẩy phát triển nông nghiệp và dịch vụ; Giải quyết nhiều lao động để giảm lao động nông nghiệp và giảm nông dân. Tạo nguồn thu ngân sách lớn để đầu tư phát triển và hỗ trợ phát triển nông nghiệp, nông thôn, nông dân.
- Tháng 5 năm 2010 – tháng 8 năm 2011: Ủy viên Ban Chấp hành Trung ương Đảng Cộng sản Việt Nam, Ủy viên Ban cán sự đảng, Thứ trưởng Bộ Xây dựng

Tại Đại hội đại biểu toàn quốc lần thứ XI của Đảng (tháng 1 năm 2011), được bầu vào Ban Chấp hành Trung ương Đảng Cộng sản Việt Nam. Tại Kỳ họp thứ Nhất, Quốc hội khóa XIII (3 tháng 8 năm 2011) được Quốc hội phê chuẩn làm Bộ trưởng Bộ xây dựng
- Ngày 26 tháng 1 năm 2016, tại Đại hội đại biểu toàn quốc lần thứ 12 của Đảng Cộng sản Việt Nam, ông tiếp tục được bầu làm ủy viên Ban Chấp hành Trung ương Đảng Cộng sản Việt Nam khóa 12 nhiệm kì 2016–2021.
- 9 tháng 4 năm 2016: Tại kỳ họp thứ 11, Quốc hội khóa XIII, ông được Quốc hội phê chuẩn, Chủ tịch nước bổ nhiệm giữ chức Phó Thủ tướng Chính phủ.[7]
- 27 tháng 7 năm 2016, Tại kỳ họp thứ 1, Quốc hội khóa XIV, ông được Quốc hội phê chuẩn, Chủ tịch nước bổ nhiệm giữ chức Phó Thủ tướng Chính phủ.
- Ngày 7 tháng 4 năm 2021, tại kỳ họp thứ 11, Quốc hội khóa XIV, ông được Quốc hội phê chuẩn, Chủ tịch nước miễn nhiệm chức vụ Phó Thủ tướng Chính phủ nhiệm kỳ (2016 – 2021) theo đề nghị của Thủ tướng Phạm Minh Chính.

Ông có nhiệm vụ giúp Thủ tướng:
- a) Giúp Thủ tướng Chính phủ trực tiếp theo dõi, chỉ đạo các lĩnh vực công tác:

– Công nghiệp, nông nghiệp và phát triển nông thôn, thương mại
– Xuất nhập khẩu, xây dựng, giao thông vận tải, tài nguyên và môi trường.
– Đầu tư trực tiếp của nước ngoài (FDI), đầu tư của Việt Nam ra nước ngoài.
– Chỉ đạo bảo đảm năng lượng và Tiết kiệm năng lượng.
– Các công trình trọng Điểm quốc gia, các dự án đầu tư xây dựng cơ bản theo phân cấp của Luật đầu tư và Luật đầu tư công.
– Các khu kinh tế, khu công nghiệp, khu chế xuất.
– Công tác phòng, chống lụt bão, tìm kiếm cứu nạn.
- b) Giúp Thủ tướng Chính phủ theo dõi và chỉ đạo: Bộ Nông nghiệp và Phát triển nông thôn, Bộ Công Thương, Bộ Xây dựng, Bộ Giao thông vận tải, Bộ Tài nguyên và Môi trường.
- c) Làm nhiệm vụ Chủ tịch Hội đồng quốc gia về tài nguyên nước; Trưởng Ban Chỉ đạo Nhà nước các Dự án trọng Điểm về dầu khí; Trưởng Ban Chỉ đạo Tổ chức Điều phối phát triển các Vùng kinh tế trọng Điểm; Trưởng Ban Chỉ đạo Chương trình Mục tiêu quốc gia ứng phó với biến đổi khí hậu; Trưởng Ban Chỉ đạo Trung ương về chính sách nhà ở và thị trường bất động sản; Chủ tịch các Hội đồng quốc gia, Trưởng các Ban Chỉ đạo khác theo lĩnh vực liên quan.
- d) Các công việc khác theo sự phân công, ủy nhiệm của Thủ tướng Chính phủ.

## Quan điểm

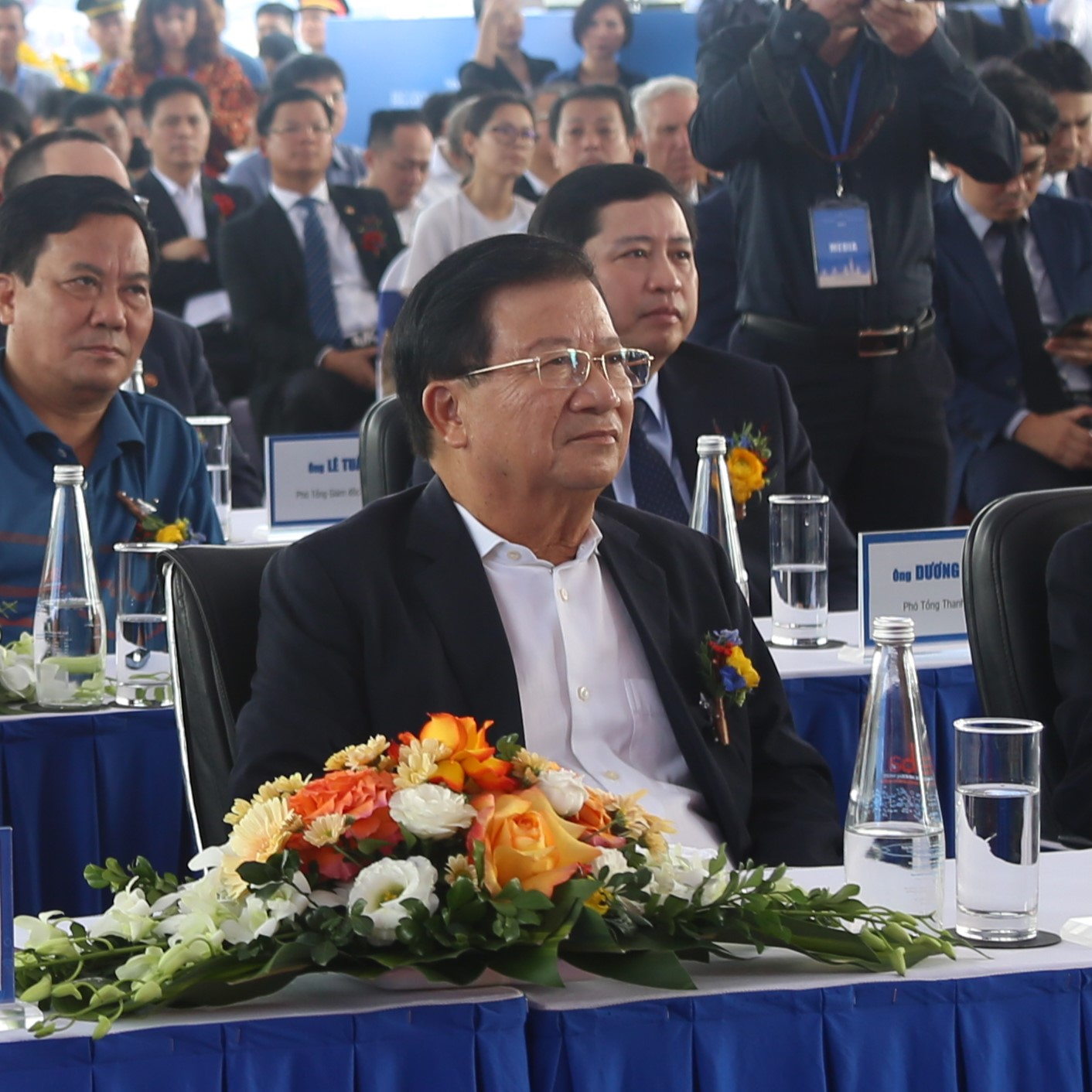
Trịnh Đình Dũng năm 2023

Phát biểu với báo giới sau khi nhận chức:
- "Có 3 nhiệm vụ trọng tâm mà tôi phải tập trung. Thứ nhất, tiếp tục hoàn thiện hệ thống pháp luật liên quan đến hoạt động đầu tư xây dựng nhằm sử dụng có hiệu quả hơn các nguồn lực, đặc biệt là tài nguyên đất đai, vốn đầu tư xây dựng và nguồn nhân lực trong quá trình đầu tư xây dựng. Với trách nhiệm được giao, Bộ sẽ tập trung rà soát các quy định liên quan đến đầu tư xây dựng để trực tiếp hoặc phối hợp với các Bộ, ngành liên quan tham mưu, đề xuất với Chính phủ, Quốc hội trong việc soạn thảo, sửa đổi, bổ sung các chính sách, pháp luật liên quan đến đầu tư xây dựng.Thứ hai, tập trung nhiều hơn đến lĩnh vực phát triển đô thị. Thứ ba, chú trọng vào lĩnh vực phát triển nhà ở, đặc biệt là nhà ở xã hội để đáp ứng ngày càng tốt hơn nhu cầu nhà ở của người dân thuộc mọi đối tượng, chú trọng hướng tới các đối tượng ít có điều kiện tiếp cận với nhà ở giá cao".
- "Thời gian tới chúng ta cần phát triển mạnh nhà ở xã hội. Đây là nhà dành cho những người không có điều kiện tiếp cận với nhà ở thị trường hàng hóa, như đội ngũ công chức, viên chức, người nghèo ở đô thị, công nhân các khu công nghiệp, sinh viên, người không có thu nhập. Nhà ở xã hội sẽ phân ra nhiều nhóm, gồm căn hộ chung cư bán giá rẻ, căn hộ cho thuê và trả góp giá rẻ, căn hộ cho thuê giá rẻ và nhà cho những người không có tiền để thuê (như người tàn tật, người cô đơn không nơi nương tựa, người mất sức lao động không có thu nhập...). Cán bộ, công chức, viên chức, người lao động có thu nhập trung bình là những đối tượng có thể mua hoặc thuê nhà giá rẻ".
- Đánh giá về phát biểu của Bộ trưởng Trịnh Đình Dũng với báo chí sau khi nhậm chức, trong chương trình "sự kiện bình luận" phát trực tiếp trên VTV1 ngày 20 tháng 8 năm 2011, GS.TS Trần Ngọc Đường – Viện nghiên cứu Lập pháp khẳng định: "Đó là người có tư duy mới".
- Giữ lời hứa với dân và báo giới sau khi nhậm chức, Bộ trưởng đã dành trí lực vào việc soạn thảo Chiến lược phát triển nhà ở quốc gia đến năm 2020 và tầm nhìn đến năm 2030. Từ đề xuất của Bộ trưởng, Thủ tướng Chính phủ đã phê duyệt Chiến lược này bằng Quyết định số 2127 ngày 30 tháng 11 năm 2011. Đây là lần đầu tiên chúng ta có Chiến lược phát triển nhà ở kể từ khi đất nước giành được độc lập, là một bước cụ thể để hiện thực hóa đường lối của Đảng về phát triển một nền kinh tế thị trường định hướng xã hội chủ nghĩa, trong đó dùng phương tiện thị trường để thực hiện các mục tiêu xã hội chủ nghĩa – đó là mục tiêu vì con người, mục tiêu tiến bộ và công bằng xã hội. Một điểm mới nữa là Chiến lược đã minh bạch và cụ thể hoá chính sách cho từng nhóm đối tượng (8 nhóm) khó khăn về nhà ở cần được Nhà nước hỗ trợ. Ngoài Chiến lược phát triển nhà ở, Bộ trưởng còn đưa ra nhiều quan điểm mới góp phần thúc đẩy thị trường bất động sản phát triển đúng quy luật cung – cầu, có sự kiểm soát của Nhà nước; ngăn chặn tình trạng phát triển đô thị thiếu quy hoạch, kế hoạch, tự phát, không đồng bộ, thiếu kết nối hạ tầng, lãng phí tài nguyên đất đai và vốn đầu tư của xã hội;...

Giới khoa học và chuyên gia kinh tế đánh giá cao những tư tưởng mới của Bộ trưởng Bộ Xây dựng, còn báo chí thì bình chọn đó là chính sách gây ảnh hưởng lớn đến người dân. 
- Quan điểm xây dựng văn bản quy phạm pháp luật của Bộ Xây dựng dựa trên nguyên tắc: Tránh chống chéo, không bỏ trống, đúng đối tượng và tiết kiệm nguồn lực.
- Các doanh nghiệp sử dụng lao động phải coi việc đầu tư nhà ở công nhân là nhân tố tăng khả năng cạnh tranh của doanh nghiệp đảm bảo doanh nghiệp hoạt động có hiệu quả, phát triển bền vững và là trách nhiệm xã hội của doanh nghiệp. Đồng thời sẽ có biện pháp để các doanh nghiệp kinh doanh bất động sản tham gia mạnh mẽ vào phát triển nhà ở xã hội đặc biệt là nhà ở công nhân.
- Phải có cơ chế, chính sách hỗ trợ phát triển nhà ở phi hàng hóa để giải quyết chỗ ở cho các nhóm đối tượng chính sách xã hội gặp khó khăn về chỗ ở nhưng không đủ khả năng thanh toán theo cơ chế thị trường, gồm: Người có công với cách mạng; hộ nghèo khu vực nông thôn; người có thu nhập thấp tại khu vực đô thị; cán bộ, công chức, viên chức, nhân sĩ, trí thức, văn nghệ sĩ; sĩ quan, quân nhân chuyên nghiệp; công nhân lao động tại các khu công nghiệp; sinh viên, học sinh các trường đại học,cao đẳng, trung cấp chuyên nghiệp và dạy nghề.
- Phát triển được loại hình nhà ở phi hàng hóa (nhà ở xã hội) là con đường gần nhất để đi đến mục tiêu mọi người dân đều có quyền có chỗ ở.
- "Thẳng thắn nhìn nhận, cởi mởi trao đổi và chia sẻ, trước những câu hỏi của nhiều doanh nghiệp và báo chí" – đó là nhận xét của báo chí sau khi Bộ trưởng Trịnh Đình Dũng hoàn thành việc trả lời trực tiếp gần 90 câu hỏi "chất vấn" của doanh nghiệp và báo chí tại Hội nghị doanh nghiệp ngành Xây dựng năm 2011.
- Tập trung quản lý, kiểm soát, phát triển bền vững để người dân sống hạnh phúc hơn, yên tâm hơn.
- Sửa Luật Xây dựng để kiểm soát, để giữ tiền cho Nhà nước, cho nhân dân. Luật Xây dựng không phải chỉ làm cho ngành xây dựng mà làm cho đất nước.
- Luật Xây dựng (sửa đổi) với đổi mới căn bản là phân định các dự án sử dụng các nguồn vốn khác nhau thì có phương thức, nội dung và phạm vi quản lý khác nhau. Trong đó, đối với các dự án có sử dụng vốn nhà nước thì các cơ quan quản lý nhà nước chuyên ngành sẽ quản lý chặt chẽ theo nguyên tắc "tiền kiểm" thông qua việc thẩm định dự án (mà nội dung trọng tâm, cốt lõi là thiết kế cơ sở), thẩm định thiết kế kỹ thuật, thiết kế bản vẽ thi công và dự toán xây dựng, cũng như thực hiện kiểm tra công tác nghiệm thu trước khi đưa công trình vào khai thác sử dụng, nhằm nâng cao chất lượng công trình, chống thất thoát, lãng phí và nâng cao hiệu quả sử dụng vốn đầu tư.
- Luật Xây dựng (sửa đổi) cũng đưa ra các quy định để đổi mới mô hình tổ chức quản lý dự án đầu tư xây dựng sử dụng vốn nhà nước, theo đó thay vì tổ chức các ban quản lý theo từng dự án đơn lẻ như hiện nay, thì sẽ thành lập những ban quản lý chuyên nghiệp theo khu vực hoặc theo chuyên ngành, thực hiện quản lý nhiều dự án, đây là một giải pháp nhằm nâng cao năng lực và tính chuyên nghiệp của ban quản lý, qua đó góp phần bảo đảm chất lượng, tiến độ và hiệu quả của dự án đầu tư.

## Đề nghị kỷ luật
Chiều 19/1/2024, dẫn thông tin từ Ủy ban Kiểm tra Trung ương Đảng cho hay ủy ban này đề nghị hai cơ quan hàng đầu của đảng là Bộ Chính trị và Ban Bí thư xem xét trách nhiệm, xử lý kỷ luật Ban cán sự đảng Bộ Công Thương các nhiệm kỳ 2016-2021, 2021-2026 và một số cá nhân.
Những quan chức bị đề nghị kỷ luật gồm ông Trần Tuấn Anh, Ủy viên Bộ Chính trị, Trưởng Ban Kinh tế Trung ương, nguyên Bí thư Ban cán sự đảng, Bộ trưởng Bộ Công Thương; ông Trịnh Đình Dũng, nguyên Ủy viên Trung ương Đảng, Ủy viên Ban cán sự đảng, Phó Thủ tướng Chính phủ; và ông Mai Tiến Dũng, nguyên Ủy viên Trung ương Đảng, Bộ trưởng, Chủ nhiệm Văn phòng Chính phủ.